# Aporofobia
Aporofobia, do grego άπορος (á-poros), sem recursos, indigente, pobre; e φόβος (fobos), medo; é um neologismo que designa medo, rejeição, hostilidade e aversão às pessoas pobres e à pobreza. O termo, eleito a palavra do ano pela Fundación del Español Urgente, encontra-se dicionarizado na língua espanhola.
O conceito aporofobia foi proposto, nos anos 1990, pela filósofa Adela Cortina, professora catedrática de Ética e Filosofia Política da Universidade de Valência, para diferenciar essa atitude da xenofobia, que só se refere à rejeição ao estrangeiro, e do racismo, que é a discriminação contra grupos étnicos.
A diferença entre aporofobia e xenofobia ou racismo é que socialmente não se discrimina nem marginaliza as pessoas imigrantes ou a membros de outras etnias quando estas pessoas têm recursos econômicos ou relevância social e mediática.
No Brasil, o termo tornou-se mais conhecido pela atuação do padre Júlio Lancellotti, crítico da arquitetura hostil, considerada um mecanismo de aporofobia, através da disposição de obstáculos à permanência de pessoas de situação de rua em calçadas, marquises, bancos de praças et cetera. Nesse sentido, a Lei Padre Júlio Lancellotti foi criada para proibir a arquitetura hostil.